# Zweckverband Wasserversorgung Mittlere Tauber

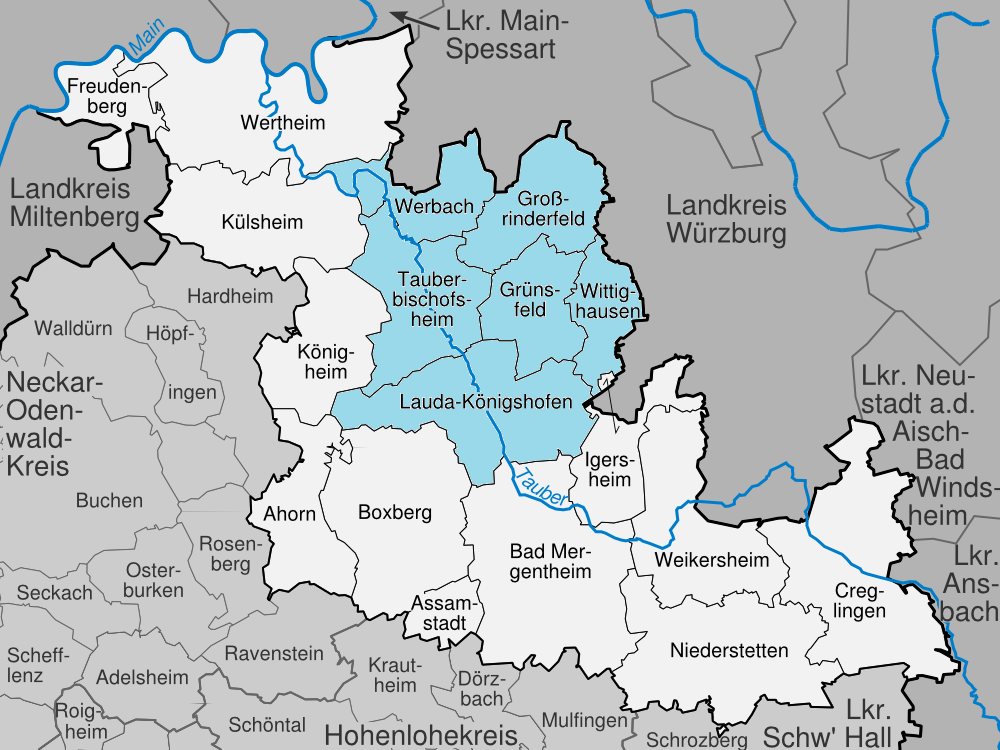
Verbandsmitglieder bzw. Verbandsgebiet des Zweckverbands Wasserversorgung Mittlere Tauber

Der Zweckverband Wasserversorgung Mittlere Tauber (WVMT) ist ein im Jahre 2014 gegründeter, kommunaler Zweckverband, der drei Städte und drei Gemeinden, sowie Industrie und Gewerbe im mittleren Taubertal im Nordosten von Baden-Württemberg mit zusammen rund 40.000 Einwohnern mit Trinkwasser beliefert.

## Struktur
Verbandsvorsitzender ist der Tauberbischofsheimer Bürgermeister Wolfgang Vockel. Ein zentrales Wasserwerk in Tauberbischofsheim-Dittigheim im Main-Tauber-Kreis dient den Verbandsmitgliedern zur gemeinsamen Wasseraufbereitung und Trinkwasserversorgung. Dort befindet sich auch der Sitz des Zweckverbands.

## Verbandsmitglieder
Die folgenden Städte und Gemeinden sind Verbandsmitglieder des Zweckverbands Wasserversorgung Mittlere Tauber:
- Stadt Tauberbischofsheim, 13.463 Einwohner, 69,29 km²
- Stadt Lauda-Königshofen, 14.313 Einwohner, 94,44 km²
- Stadt Grünsfeld, 3657 Einwohner, 44,72 km²
- Gemeinde Großrinderfeld, 4073 Einwohner, 56,28 km²
- Gemeinde Werbach, 3197 Einwohner, 43,17 km²
- Gemeinde Wittighausen, 1743 Einwohner, 32,36 km²

## Kritik
Schon bei der Entscheidung für den Bau des Wasserwerks Taubertal war den Verbandsmitgliedern anhand einer Studie von Baurconsult bewusst, dass ein Alleingang teurer wird als der Anschluss an den großen Zweckverband Wasserversorgung Nordostwürttemberg (NOW). Der Verband ging schon mit Vorliegen der Baurconsult-Studie von Mehrkosten bei der Abgabe des Wassers an die Verbandsmitglieder von etwa 40 Cent pro Kubikmeter aus. Durch im Vergleich zur Planung um über 40 Prozent gestiegene Projektkosten beim Bau des Wasserwerks Taubertal sowie den erforderlichen Rohr- und Trinkwasserleitungen im Verbandsgebiet betragen die Wasserkostensteigerungen nach heutigen Schätzungen etwa 90 Cent, im schlimmsten Fall 1,26 Euro pro Kubikmeter. Was der Bürger letztendlich bezahlen müsse, hinge laut Buchhaltern auch von den zusätzlichen Maßnahmen der einzelnen Kommunen ab.